# Горюн
Горюн — река в Ленинградской и Вологодской областях России, левый приток Чагодощи (бассейн Волги).
Название дано от слова «горевать» в связи с бывшими на реке порогами, причинявшими много неприятностей судоводам.
Длина реки составляет 12 км (вместе с Валченкой и Соминкой — 85 км), площадь водосборного бассейна — 831 км².
Берёт исток из озера Вожанского на высоте 139,7 м в Бокситогорском районе Ленинградской области. Течёт на юг в незаселённой местности. В нижнем течении протекает по границе Бокситогорского района Ленинградской области и Чагодощенского района Вологодской области. Впадает в Чагодощу в 157 км от её устья.
Река являлась частью Тихвинской водной системы.

Бассейн Рыбинского водохранилища и Белого озера

## Данные водного реестра
По данным государственного водного реестра России относится к Верхневолжскому бассейновому округу, водохозяйственный участок реки — Молога от истока и до устья, речной подбассейн реки — Реки бассейна Рыбинского водохранилища. Речной бассейн реки — (Верхняя) Волга до Куйбышевского водохранилища (без бассейна Оки).
Код объекта в государственном водном реестре — 08010200112110000006740.